# Petter-Duvastjärnen
Petter-Duvastjärnen är en sjö i Dorotea kommun i Lappland och ingår i Ångermanälvens huvudavrinningsområde.